# Ship to shore
The getaway is een single van Chris de Burgh. Het is afkomstig van zijn album The getaway.
In Ship to shore maakte De Burgh een vergelijking tussen de verbinding van een schip met de haven en tussen hem en zijn geliefde tijdens zijn vele reizen. De verbinding wordt steeds zwakker al gelang tijd en plaats. Crying and laughing gaat over een opengebroken liefde, zij vertrekt naar wat zij als haar huis beschouwt.
Het werd een kleine hit in Australië, Duitsland en de Verenigde Staten.